# Фонд имени Александра Онассиса
Фонд имени Александра Онассиса — общественный культурно-образовательный фонд, основанный по завещанию греческого предпринимателя, миллиардера, Аристотеля Онассиса и названный им в честь сына Александра, погибшего в возрасте 24 лет в авиакатастрофе.
Согласно завещанию, Аристотель Онассис передал фонду 45 % наследства фонда (который мог принадлежать его сыну), а остальные 55 % — своей дочери Кристине Онассис. После смерти Аристотеля Онассиса его доверенные лица основали фонд. Также по воле Онассиса, в Вадуце, Лихтенштейн, создано два фонда: Alexander S. Onassis Business Foundation — прибыльная организация, которая занимается бизнесом в области судоходства и которая 40 % годовых доходов передаёт общественному фонду Alexander S. Onassis Public Benefit Foundation, а остальные 60 % реинвестируются в бизнес.
Сейчас штаб-квартира фонда Alexander S. Onassis Public Benefit Foundation находится по адресу: Греция, Афины 10558, улица Эсхин, 7
В то время как штаб-квартира Alexander S. Onassis Business Foundation: Лихтенштейн , FL 9490, Вадуц, ул. Штадтл, 27
Кроме культурно-просветительского фонда, в Афинах действует современный Медицинский центр сердечной хирургии имени Онассиса (иногда Кардиоцентр имени Онассиса), за помощью к которому обращались Константинос Мицотакис, Христос Ламбракис и другие.

## The Alexander S. Onassis Public Benefit Foundation
Кроме того, для популяризации эллинизма в США и Канаде, в Нью-Йорке был открыт филиал фонда The Alexander S. Onassis Public Benefit Foundation (USA). Усилиями последнего открыт выставочный центр на первом этаже небоскрёба Олимпик-тауэр в центре Нью-Йорка, создана экспозиция библиотеки эллинского искусства в музее Метрополитен.
В период с 5 октября 2010 по 3 января 2011 фонд устроил в Нью-Йорке выставку «Heroes: Mortals and Myths in Ancient Greece», которая включила 90 произведений древнегреческого искусства, начиная с архаики, классики и эллинистического периодов, заимствованные из частных коллекций в США и Европе.